# Telchicayac
Telchicayac är en ort i Mexiko.   Den ligger i kommunen Atlatlahucan och delstaten Morelos, i den sydöstra delen av landet, 60 km söder om huvudstaden Mexico City. Telchicayac ligger 1 667 meter över havet och antalet invånare är 147.
Terrängen runt Telchicayac är lite bergig. Runt Telchicayac är det tätbefolkat, med 613 invånare per kvadratkilometer. Närmaste större samhälle är Cuautla Morelos, 15,3 km söder om Telchicayac. Omgivningarna runt Telchicayac är en mosaik av jordbruksmark och naturlig växtlighet.